# Demény Attila (geokémikus)
Demény Attila (Budapest, 1962. szeptember 14. – ) magyar geológus, geokémikus, a Magyar Tudományos Akadémia tagja (l: 2010, r: 2016). A földtudományok kandidátusa (1994).

## Életpályája
1986-ban végzett az ELTE TTK-n okleveles geológus lett. 1986–1989 között TMB-ösztöndíjas volt. 1989-től a Magyar Tudományos Akadémia Csillagászati és Földtudományi Kutatóközpont, Földtani és Geokémiai Intézet munkatársa, tudományos tanácsadója, a szervetlen- és izotópgeometriai osztály vezetője, 2008-tól az intézet igazgatója. 1992–1994 között a Nemzetközi Izotóp Társulat alelnöke volt. 1996 óta a Magyar Tudományos Akadémia Ásvány-Kőzettani és Geokémiai Tudományos Bizottság tagja volt, 2002-től titkára, 2008-tól elnöke. 2000–2003 között a Magyarhoni Földtani Társulat Választási Bizottság elnöke és a választmány titkára volt. 2001-ben a Magyar Tudományos Akadémia doktora lett. 2004-től az Acta Geologica Hungarica szerkesztő-bizottsági tagja. 2004–2008 között az OTKA Földtudomány zsűri tagja, 2005–2008 között elnöke volt. 2006 óta az IUGS Magyar Nemzeti Bizottság titkára. 2008 óta az ELTE Habilitációs Bizottság tagja. 2009 óta az Earth System Science Data szerkesztő-bizottsági tagja. 2010-ben a Magyar Tudományos Akadémia levelező, 2016 óta rendes tagja. 2010-től a Central European Geology főszerkesztője. 2015-től az NKFIH-OTKA Agrár-Környezet-Ökológia és Földtudományi Kollégium elnöke.
Kutatási területe a köpenyeredetú magmás kőzetek fluidumtartalma, a levegő széndioxid-tartalmának stabilizotópos vizsgálata.

## Művei
- Turmalinszemcsék geokémiai vizsgálata (1987)
- Hazai lamprofírok karbonátjának eredete stabilizotóp-vizsgálatok alapján (1992)
- Carbon isotope excursions and microfacies changes in marine Permian-Triassic boundary section in Hungary (2006)
- A novel method of stable H and O isotope analyses of inclusion-hosted waters based on laser spectroscopy (2013)

## Díjai
- Szádeczky-Kardoss Elemér-díj (1990, 1992, 1996)
- Akadémiai ifjúsági díj (1993)
- Bólyai-ösztöndíj (1998-2001)
- Akadémiai díj (2007)